# Arthur Sweeney
Arthur Wellington Sweeney, né le 20 mai 1909 à Dublin et mort le 27 décembre 1940 à Takoradi, est un athlète britannique spécialiste du sprint. Bien que né en Irlande, il représente l'Angleterre aux Jeux de l'Empire britannique de 1934 où il est triple champion. Officier de la Royal Air Force, il est tué dans un accident d'avion à Takoradi, dans la colonie britannique de la Côte-de-l'Or, l'actuel Ghana.

## Biographie

### Palmarès
| Date | Compétition                  | Lieu    | Résultat | Épreuve   | Performance |
| ---- | ---------------------------- | ------- | -------- | --------- | ----------- |
| 1934 | Jeux de l'Empire britannique | Londres | 1er      | 100 y     | 10 s 0      |
| 1934 | Jeux de l'Empire britannique | Londres | 1er      | 220 y     | 21 s 9      |
| 1934 | Jeux de l'Empire britannique | Londres | 1er      | 4 × 110 y | 42 s 2      |
| 1938 | Championnats d'Europe        | Paris*  | 5e       | 100 m     | 11 s 0      |
| 1938 | Championnats d'Europe        | Paris*  | 3e       | 4 × 100 m | 41 s 2      |

### Records
| Épreuve    | Performance | Lieu | Date           |
| ---------- | ----------- | ---- | -------------- |
| 100 yards  | 9 s 8       |      | 1936 1937 1938 |
| 100 mètres | 10 s 4      |      | 1937           |
| 220 yards  | 21 s 2      |      | 1935           |